# モーフ・ザ・キャット
『モーフ・ザ・キャット』(英語: Morph the Cat)は、ドナルド・フェイゲンが2006年3月7日にリリースした3作目のソロ・アルバム。音楽雑誌上での評価は様々なものであった。

## 解説
アメリカ同時多発テロ事件や、フェイゲンの母エレノアの死などの経験の後に発表されたこのアルバムは、老年期の沈思と死がテーマとなっている。しかし、人を落ち込ませる歌は作りたくないというフェイゲンのポリシー通り、ただ暗いというわけではない独特の雰囲気をもった作品となっている。収録曲「ホワット・アイ・ドゥ」は、2004年に死去したR&B歌手レイ・チャールズに献げられた曲で、「フェイゲン自身とレイの幽霊との会話」という設定がなされている。
なお、本作にはスティーリー・ダンにおけるフェイゲンのパートナーであるウォルター・ベッカーは一切参加していないが、これは作られた曲が、雰囲気的にスティーリー・ダン名義よりもフェイゲンのソロとして発表した方がよいというベッカー自身の意見を受けてのことであるとフェイゲンは述べている。

## 収録曲
1. モーフ・ザ・キャット - "Morph the Cat" 6:49
2. H・ギャング - "H Gang" 5:15
3. ホワット・アイ・ドゥ - "What I Do" 6:01
4. 派手なナイトガウン - "Brite Nitegown" 7:16
5. ザ・グレイト・パゴダ・オブ・ファン - "The Great Pagoda of Funn" 7:39
6. セキュリティー・ジョーン - "Security Joan" 6:09
7. ザ・ナイト・ビロングズ・トゥ・モナ - "The Night Belongs to Mona" 4:18
8. メアリー・シャット・ザ・ガーデン・ドア - "Mary Shut the Garden Door" 6:29
9. モーフ・ザ・キャット（リプライズ） - "Morph the Cat (Reprise)" 2:53

## レコーディング・メンバー
- ドナルド・フェイゲン - ボーカル、ピアノ、オルガン、フェンダーローズ・ピアノ
- キース・カーロック - ドラムス
- ウェイン・クランツ - ギター
- ジョン・へリントン（英語版） - ギター
- ヒュー・マクラッケン - ギター
- ローレンス・フェルドマン - クラリネット、テナーサクソフォーン
- テッド・ベーカー - ピアノ
- マーヴィン・スタム - トランペット
- マーク・パターソン - トロンボーン
- ウォルト・ワイスコフ - アルトサクソフォーン、テナーサクソフォーン
- フレディ・ワシントン - ベース

ほか

## 制作
- プロデューサー：ドナルド・フェイゲン
- エンジニア：エリオット・シャイナー、ブライアン・モンゴメリー、T・J・ドハティ